# Погорелки (Московская область)
Погорелки — деревня в городском округе Мытищи Московской области России. Население — 179 чел. (2010).

## География
Расположена на севере Московской области, в южной части Мытищинского района, на Осташковском шоссе, примерно в 8 км к северо-западу от центра города Мытищи и 7 км от Московской кольцевой автодороги, рядом с Пироговским водохранилищем системы канала имени Москвы.
В деревне 10 улиц, 2 переулка, шоссе, проезд, приписано садоводческое товарищество. Связана автобусным сообщением с районным центром и городом Москвой (маршруты № 31, 314, 438). Ближайшие населённые пункты — деревни Беляниново, Болтино и Терпигорьево.

## Население
| 1852 | 1859 | 1890 | 1899 | 1926 | 2002 | 2010 |
| ---- | ---- | ---- | ---- | ---- | ---- | ---- |
| 111  | ↘110 | ↗112 | ↗148 | ↗202 | ↘121 | ↗179 |

## История
В середине XIX века деревня относилась ко 2-му стану Московского уезда Московской губернии и принадлежала графу Шереметеву, в деревне было 18 дворов, крестьян 47 душ мужского пола, 64 души женского.
В «Списке населённых мест» 1862 года — владельческая деревня Московского уезда по левую сторону Ольшанского тракта (между Ярославским шоссе и Дмитровским трактом), в 18 верстах от губернского города и 14 верстах от становой квартиры, при прудах, с 18 дворами и 110 жителями (45 мужчин, 65 женщин).
По данным на 1899 год — деревня Троицкой волости Московского уезда с 148 жителями.
По материалам Всесоюзной переписи населения 1926 года — центр Погорелковского сельсовета Коммунистической волости Московского уезда в 1 км от Болтинского шоссе и 9 км от станции Мытищи Северной железной дороги, проживало 202 жителя (89 мужчин, 113 женщина), насчитывалось 39 крестьянских хозяйств.
1994—2006 гг. — деревня Коргашинского сельского округа Мытищинского района.
2006—2015 гг. — деревня городского поселения Мытищи Мытищинского района.

## Перспективы развития
Через деревню пройдёт Мытищинская хорда, открытие которой планируется на IV квартал 2024 года.